# الجزيرة البيضاء (نيوزيلندا)
الجزيرة البيضاء (أو حرفيًا وايت آيسلند) أو واكاري (بالماورية: Whakaari‏) هي بركانٌ طبقيٌ أنديزي نشطٌ موجودةٌ على بعد 48 كم (30 ميل) من الساحل الشرقي للجزيرة الشمالية في نيوزيلندا، ضمن خليج بلنتي. تُعتبر أنشط مخروط بركاني في نيوزيلندا، حيثُ بُنيت الجزيرة من النشاط البركاني المُستمر طوال 150 ألف سنة الماضية. تعتبر تاورانجا وفاكاتاني أقربُ مدن البر الرئيسي إليها. كانت الجزيرة في حالةٍ مستمرةٍ تقريبًا في إطلاق الغاز البركاني، وذلك على الأقل منذ أن شاهدها جيمس كوك في عام 1769. ثار بركان الجزيرة أكثر من مرة في الفترة ما بين ديسمبر 1975 إلى سبتمبر 2000، والذي يُعتبر أطول حلقة ثوران تاريخية في العالم، وذلك وفقًا لموقع GeoNet الذي يوفر معلوماتٍ حول المخاطر الجيولوجية للبلاد، كما أنَّ البركان ثار في أعوام 2016 و2012 و2019.
وقع ثورانٌ كبيرٌ في الساعة 14:11 يوم 9 ديسمبر 2019، مما أدى إلى مقتل 6 أشخاص على الأقل، وفقدان 8 وإصابة 34، ومعظمهم أصيبوا بحروقٍ شديدة. كان هناك 47 شخصًا في الجزيرة عندما حصل الثوران البركاني، وكانوا جميعهم من المُشاركين في الرحلات السياحية والموظفين. يسمح بالوصول إلى الجزيرة فقط كعضو في جولة يديرها منظم رحلات مسجل. كان قد حصل ثورانٌ ثانٍ مباشرةً بعد الثوران الأول.